# Vitus Kofoed
Vitus Kofoed (* 15. Juli 1982 in Rønne, Dänemark) ist ein ehemaliger dänisch-grönländischer Fußballspieler.

## Karriere

### Verein
Kofoed, Sohn eines Dänen und einer Grönländerin, begann seine Karriere beim Rønne IK. 2001 wechselte er zum FC Kopenhagen, wo er zunächst für die Reservemannschaft spielte, ehe er im November 2002 in den Profikader aufrückte.
2004 wechselte er auf die Färöer zum GÍ Gøta. Dort verweilte er aber nur kurz; nach sechs Spielen in der 1. Deild wechselte er wieder nach Dänemark zum Zweitligisten Brønshøj BK.
Mit Brønshøj stieg er 2005/06 als Tabellenletzter in die 2. Division ab. 2007 wechselte er zum unterklassigen Nexø BK. Im Januar 2014 verließ er aufgrund seiner Arbeit als Pilot Nexø.

### Nationalmannschaft
Kofoed absolvierte mehrere Spiele für die grönländische Fußballauswahl. 2003 nahm er mit Grönland an den Island Games teil.